# Tetraphleps uniformis
Tetraphleps uniformis är en insektsart som beskrevs av Parshley 1920. Tetraphleps uniformis ingår i släktet Tetraphleps och familjen näbbskinnbaggar. Inga underarter finns listade i Catalogue of Life.